# 朱莉きょうこ
朱莉 きょうこ（あかり きょうこ、1998年12月7日 - ）は、日本の元AV女優。

## 略歴
2020年1月、エスワン専属女優としてAVデビュー。アトラクティブ所属。
2020年9月9日の公式ツイッターで、既に引退していることを明かした。

## 人物
趣味はショッピング、料理。
Iカップの巨乳。

## 出演作品

### アダルトDVD
2020年
- 新人NO.1STYLE 朱莉きょうこ AVデビュー（1月19日、エスワン）
- パーフェクトボディ 朱莉きょうこ めちゃイキ!めちゃキス! 初体験3本番スペシャル（2月19日、エスワン）
- 交わる体液、濃密セックス 完全ノーカットスペシャル（3月19日、エスワン）
- 101センチHカップを揺らし揉み舐め尽くす ド迫力おっぱい堪能 3時間フルコース（4月19日、エスワン）
- 激イキ118回!痙攣4300回!イキ潮1800cc! Hカップ神乳ボディ エロス覚醒はじめての大・痙・攣スペシャル（5月19日、エスワン）

### VR
- 彼女のお姉さんに見惚れてたら…嫉妬した彼女がムキになってIcupホールドパイズリ&肉感ボディ杭打ち騎乗位でお仕置きされた僕。（2020年7月3日、エスワン）

### イメージDVD
- 『AV無理』 朱莉きょうこ 19才（2020年2月1日、未満）